# Звездчатка
Звездча́тка, или Звездочка, или Бахромчатолепестник (лат. Stellária, от stella — звезда) — род цветковых растений семейства Гвоздичные, имеющий широкое распространение по всей планете. Часто встречается в лесах, лугах, полях и как сорняк в огородах.

## Ботаническое описание

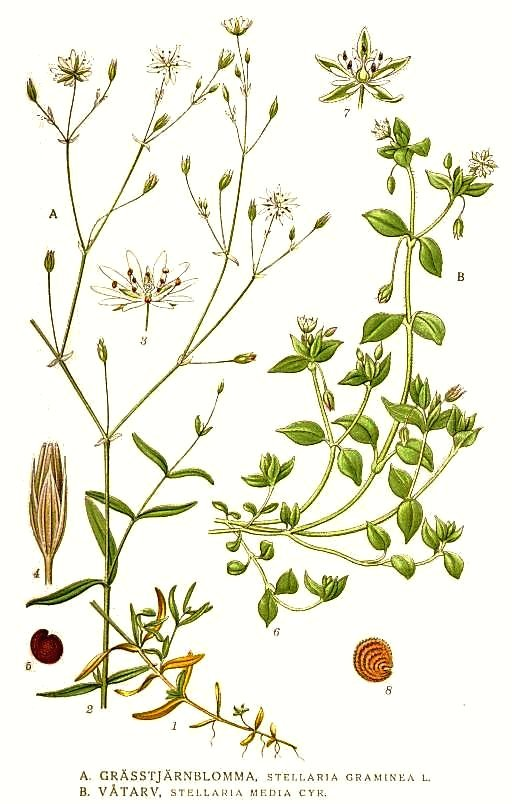
Слева (A) — Звездчатка злаковая,
справа (B) — Звездчатка средняя

Многолетние, редко однолетние растения с ползучими подземными побегами или без них.
Стебли обычно голые, редко волосистые, четырёхгранные; листья обычно все или почти все сидячие или почти сидячие линейно-ланцетные или яйцевидные.
Цветки, обоеполые, актиноморфные, до 20 мм в диаметре, в рыхлых дихазиальных соцветиях или одиночные в пазухах листьев. Прицветники перепончатые или травянистые (листовидные). Чашелистиков четыре — пять, они ланцетные или ланцетно-яйцевидные, голые, редко более или менее волосистые, сохраняющееся при плодах. Лепестков четыре — пять, белых, почти до основания или середины разделённых, реже едва надрезанных. Тычинок три — десять. Столбиков два — три. Завязь одногнёздная с многочисленными семязачатками.
Плод — многосемянная цилиндрическая коробочка, раскрывается четырьмя или шестью зубцами (створками).
Семена почти округлые, коричневые, мелко тупо- или остробугорчатые.

## Содержание ядовитых веществ
Ряд видов звездчатки — Звездчатка злаковая, Звездчатка лесная (дубравная), в меньшей степени Звездчатка ланцетовидная, Звездчатка болотная, и, возможно, другие — относятся к числу ядовитых растений. В первую очередь отравлению подвержены лошади. Представляет опасность и для других сельскохозяйственных животных — крупного рогатого скота, свиней, кроликов. При сушке растения ядовитость не уменьшается. Звездчатка средняя употребляется на корм скоту.
У человека отравление звездчаткой вызывает мышечные судороги в области живота и конечностей, гиперемию слизистых оболочек, учащение и ослабление пульса, учащение дыхания, повышение температуры до 40°. Длится до трёх суток.

## Применение
Несмотря на содержание токсинов, звездчатка используется в народной медицине в качестве лекарственного растения, как для наружного, так и для внутреннего применения.
В качестве лекарственного средства применяется, в первую очередь, Звездчатка средняя (Мокрица).
Звездчатка средняя охотно поедается мелким рогатым скотом.

## Географическое распространение
Род насчитывает 90—120 видов (в некоторых источниках указывается 200 видов), распространённых почти повсеместно, преимущественно в холодных и умеренно тёплых странах обоих полушарий, но отчасти также в горных районах субтропиков и тропиков. Наибольшее количество видов произрастает в горах Китая.

## Классификация

### Таксономия
Stellaria L., 1753, Sp. Pl.: 421
Род Звездчатка относится к семейству Гвоздичные (Caryophyllaceae) порядка Гвоздичноцветные (Caryophyllales). Кладограмма в соответствии с Системой APG IV по состоянию на декабрь 2023 года:
|  |                                      |  |                                   |                                   |                      |  | ещё 40 семейств |              |                |                                                             |
|  |                                      |  |                                   |                                   |                      |  |                 |              |                | 122 подтвержденных вида и 262 вида, ожидающих подтверждения |
|  |                                      |  |                                   | порядок Гвоздичноцветные          |                      |  |                 |              | род Звездчатка |                                                             |
|  |                                      |  |                                   | порядок Гвоздичноцветные          |                      |  |                 |              | род Звездчатка |                                                             |
|  | отдел Цветковые, или Покрытосеменные |  |                                   |                                   | семейство Гвоздичные |  |                 |              |                |                                                             |
|  | отдел Цветковые, или Покрытосеменные |  |                                   |                                   |                      |  |                 |              |                |                                                             |
|  |                                      |  | ещё 63 порядка цветковых растений | ещё 63 порядка цветковых растений |                      |  |                 | еще 97 родов | еще 97 родов   |                                                             |
|  |                                      |  |                                   | ещё 63 порядка цветковых растений |                      |  |                 |              | еще 97 родов   |                                                             |

### Виды
На территории России встречается 51 вид, в средней полосе России насчитывают от 9 до 11 видов.
Наиболее распространены в средней полосе (среднерусском регионе) звездчатки ланцетовидная, злаковая и средняя (мокрица), последняя является сорняком, все они распространены в средней полосе повсеместно. Несколько реже и в основном в нечернозёмной полосе встречаются звездчатки длиннолистная, лесная (дубравная), болотная. К редким видам средней полосы относятся звездчатки толстолистная и топяная, последняя включена в некоторые региональные Красные книги. Звездчатка пушисточашечная встречается изредка в северных областях средней полосы.

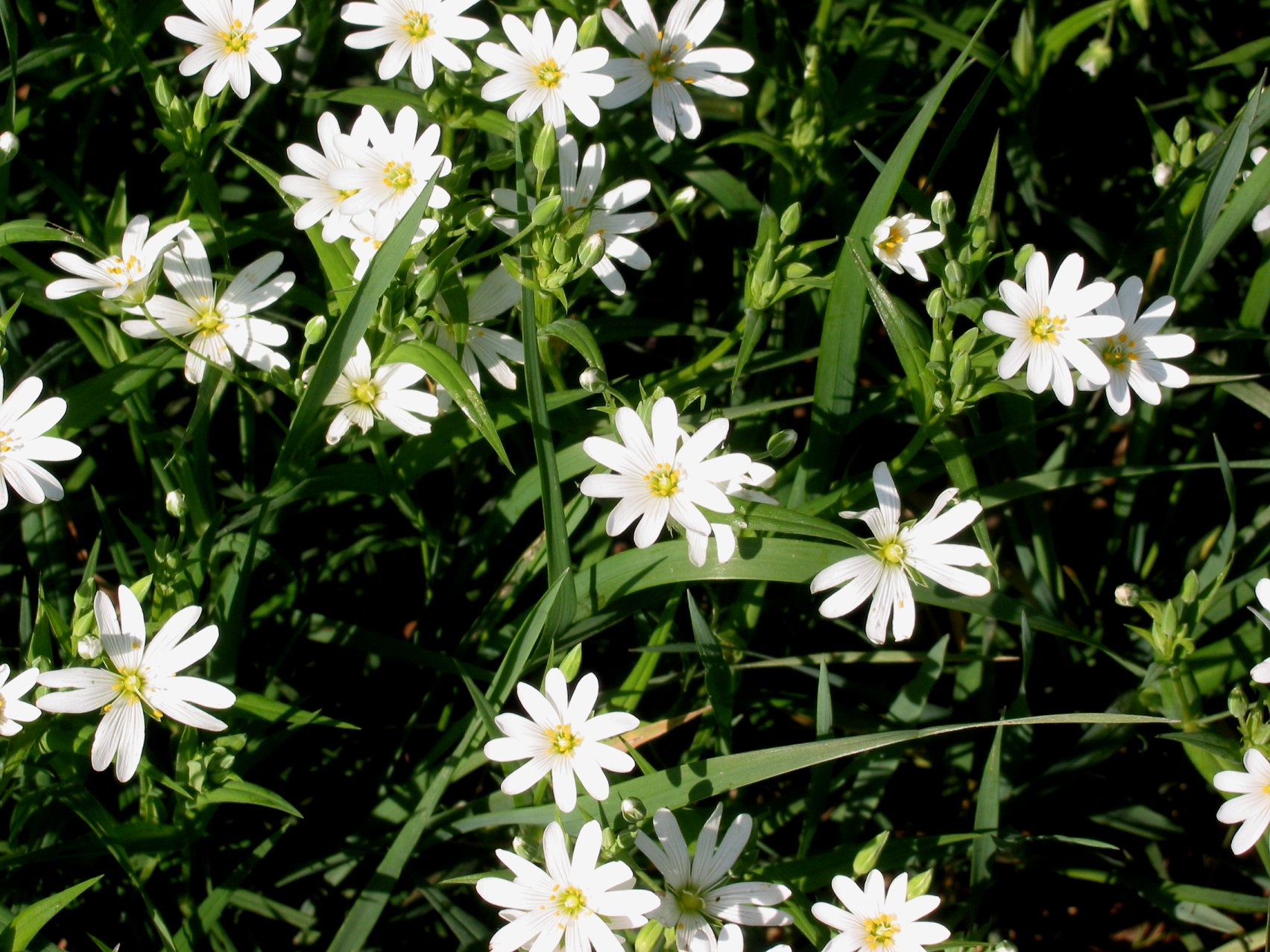
Звездчатка ланцетовидная (Stellaria holostea)

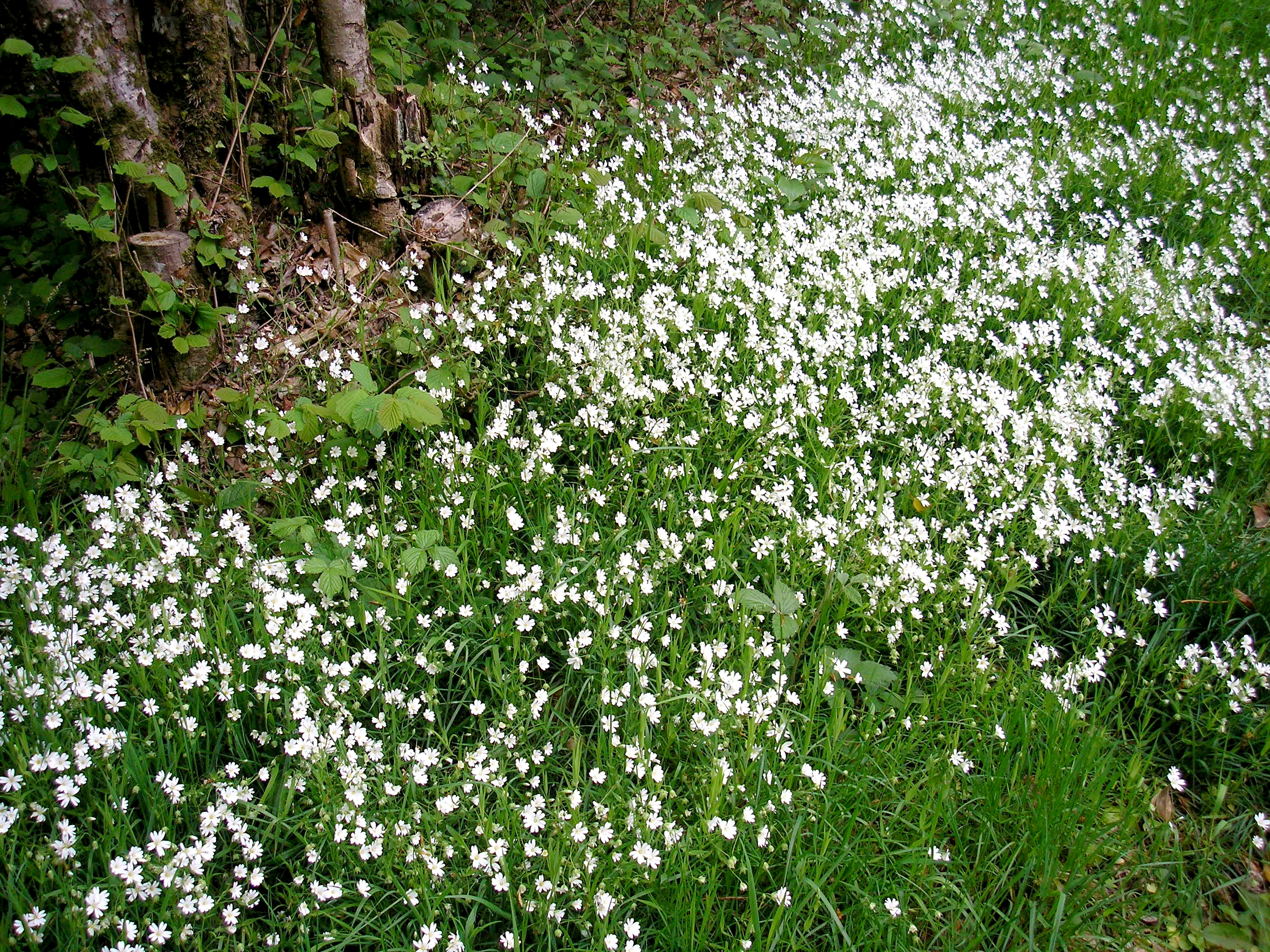
Лесная поляна, заросшая звездчаткой ланцетовидной (Нормандия, Франция)

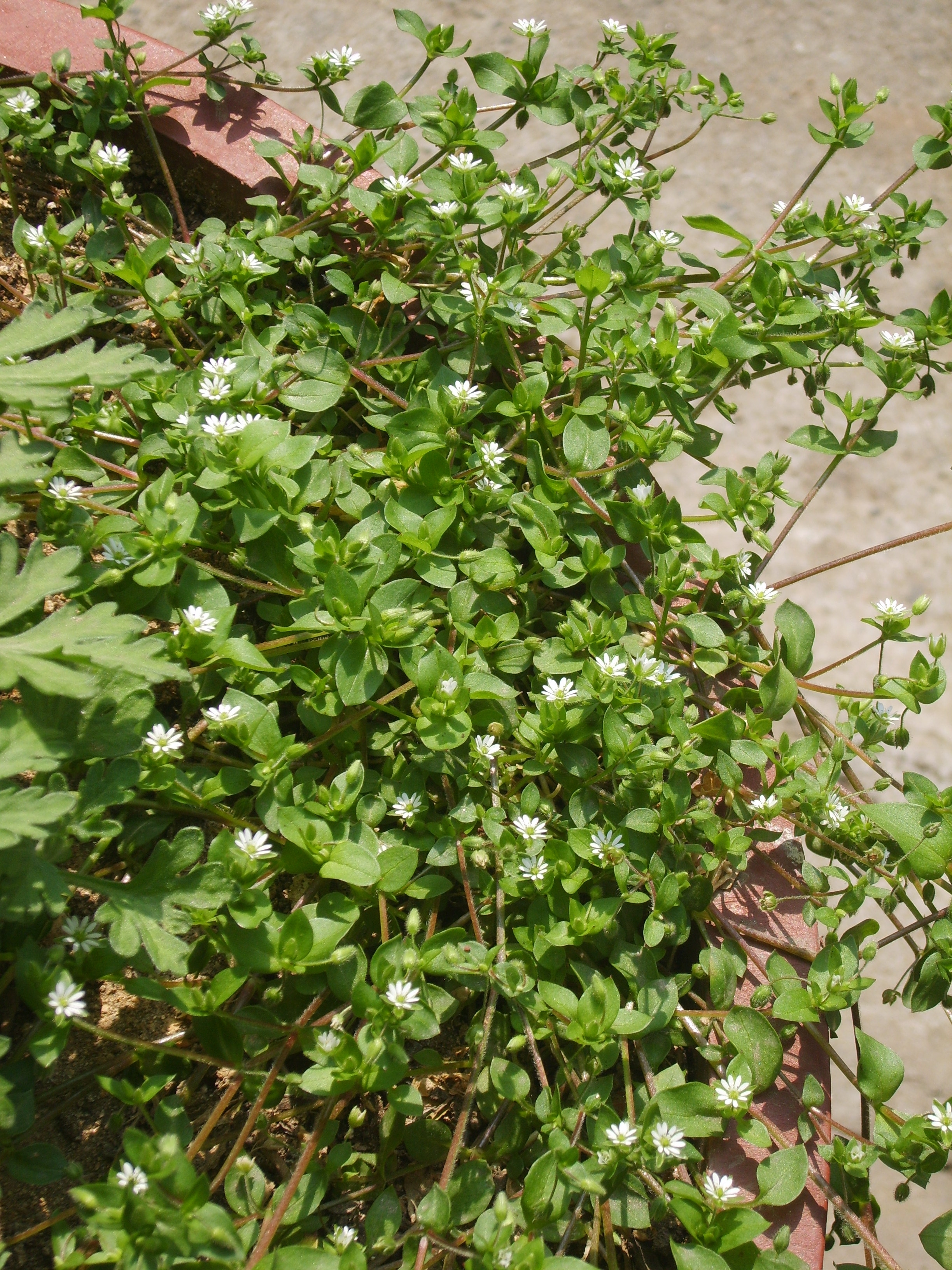
Звездчатка средняя (Stellaria media).
Общий вид цветущего растения

- Звездчатка ланцетовидная, или жестколистная, или ланцетолистная (лат. Stellaria holostea).

Распространена в Европе, европейской части России, Предкавказье, Западной Сибири. Встречается во всех районах средней полосы.
Встречается в широколиственных и смешанных лесах; на вырубках и в парках.
Цветёт с апреля по июль.
Характеризуется длинными острыми листьями (как у осоки), напоминающими ланцет (скальпель), откуда и название.
- Звездчатка злаковая, или злаковидная (лат. Stellaria graminea)

Распространена в Европе, европейской части России, Предкавказье, Сибири. Обычное растение средней полосы.
Растёт на лугах, пустырях, в разнотравных степях, в светлых лесах, на полянах, опушках, вырубках, по берегам водоёмов, обочинам дорог, окраинам полей, залежам.
Цветёт с мая по сентябрь.
- Звездчатка средняя, или Мокрица (лат. Stellaria media)

Широко распространена по всей территории России. Обыкновенное сорное растение. Злостный сорняк.
Предпочитает сырые тенистые места в огородах, садах, парках, около жилья, на полях, вдоль дорог, по берегам водоёмов, канавам, сырым залежам и пустошам.
Цветёт с апреля по октябрь.
Листья широкие, яйцевидные.
- Звездчатка длиннолистная, или раскидистая (лат. Stellaria longifolia)

Распространена в Европе, северной Азии, Северной Америке. В России встречается на всей территории, в том числе во всех областях средней полосы, чаще всего в нечернозёмной полосе.
Растёт в заболоченных лесах, по заболоченным берегам торфяных водоёмов, в ольшаниках, в березняках на торфе.
Цветёт в июне — июле.
- Звездчатка дубравная (лат. Stellaria nemorum)

Распространена в Европе, встречается в Малой Азии и на Кавказе. Произрастает в европейской части и Предкавказье, в том числе во всех областях средней полосы, чаще всего в нечернозёмной полосе.
Растёт в лесах — широколиственных и смешанных, ольшаниках, на лесных торфяниках, по берегам лесных речек и ручьёв. Предпочитает богатую и рыхлую почву.
Цветёт с мая по июль.
- Звездчатка болотная (лат. Stellaria palustris)

Распространена в Европе, на Кавказе, Средней Азии и Монголии. В России произрастает в европейской части, Предкавказье, Сибири. Встречается во всех областях средней полосы России, чаще всего в нечернозёмной полосе.
Встретить зведчатку болотную можно на сырых и заболоченных лугах, полянах, болотах, по заболоченным берегам водоёмов, сырым вырубкам, сырым канавам, в кюветах.
Цветёт в июне — августе
- Звездчатка толстолистная (лат. Stellaria crassifolia)

Распространена в Евразии и Северной Америке. В России встречается в европейской части (чаще в нечернозёмных областях), Сибири, некоторых районах Дальнего Востока. Для средней полосы редкий вид, встретить можно в сырых и заболоченных лесах, по берегам водоёмов, на болотах и болотистых лугах, на вскрытых торфяниках, по берегам водоёмов, у выходов грунтовых вод.
Цветёт в июне — июле.
- Звездчатка топяная (лат. Stellaria uliginosa)

Распространена в Европе, Малой Азии, Северной Америке. В России встречается на всей территории европейской части, кроме арктических районов, изредка на западе Западной Сибири. В средней полосе является редким видом, но встречается повсеместно, в основном в лесной зоне, чаще всего в нечернозёмной полосе, южнее редко.
Встретить зведчатку топяную можно в сырых и заболоченных лесах, на лугах, по берегам рек и ручьёв.
Цветёт в июне — июле.
- Звездчатка пушисточашечная, или пушисточашечковая (лат. Stellaria hebecalyx)

В средней полосе встречается редко, в северных областях. Растёт на сырых лугах и полянах.
Цветёт в мае — сентябре.
Отличительная особенность — опушённая прямыми или булавовидными волосками чашечка, откуда и название.
- Звездчатка Бунге (лат. Stellaria bungeana)

Ареал: восток европейской части России, Сибирь, в том числе Алтай, Дальний Восток, Монголия.
- Звездчатка вильчатая (лат. Stellaria dichotoma)

Ареал: западная и центральная Сибирь, Дальний Восток. Китай, Монголия.
- Звездчатка приземистая (лат. Stellaria humifusa)

Ареал: арктическая тундра — Кольский полуостров, полуостров Ямал, устье Оби и другие северные регионы.
- Звездчатка иглицелистная (лат. Stellaria ruscifolia)

Ареал: северотихоокеанское побережье — Япония, Сахалин, Курильские острова, Камчатка, Алеутские острова, Северная Америка.
- Звездчатка Мартьянова (лат. Stellaria martjanovii)

Эндемик Алтая, редкое реликтовое растение.
- Звездчатка водная (лат. Stellaria aquatica), известна под названием Мягковолосник водный

Ареал: по влажным местам, берегам ручьёв и речек в европейской части России, Предкавказье, Сибири и отдельных районах Дальнего Востока.
| Цветки некоторых распространённых на территории России звездчаток | Цветки некоторых распространённых на территории России звездчаток | Цветки некоторых распространённых на территории России звездчаток | Цветки некоторых распространённых на территории России звездчаток |
| ----------------------------------------------------------------- | ----------------------------------------------------------------- | ----------------------------------------------------------------- | ----------------------------------------------------------------- |
| Звездчатка ланцетовидная Stellaria holostea                       | Звездчатка злаковая Stellaria graminea                            | Звездчатка средняя (Мокрица) Stellaria media                      |                                                                   |

## Народные названия
С распространёнными в средней полосе России видами звездчатки ассоциированы множество народных названий.
Во многих случаях эти названия могут ввести в заблуждение, так как относятся к совсем другим растениям из других семейств — подмаренник, чистец, костенец, грыжник и другие.
В некоторых случаях народные названия отражают содержание в этом растении ядовитых токсинов — пьяная трава, куриный мор, курослеп, конский вёх (очевидно, по ассоциации с вёхом ядовитым).
Некоторые названия отражают лечебные свойства растения, благодаря которым оно нашло применение в народной медицине — сердечная трава, грыжник.
| Звездчатка ланцетовидная     | звездчатка жестколистная, звездчатка большая, стеллярия лапустолистная(?); белило, гвоздичка, груб, дикая розга, живая трава, журавка, зарочник, звёздочка, конопляник, костенец, костянец, нехворощ, подмаренник, подснежная трава, приворотная трава, пырник, расперстница, сердечная трава, совиное зелье, травянка, хвощ, чистец лесной, чисток, шишел |
| Звездчатка средняя (Мокрица) | звездчатка, грудница, куриный мор, курослеп, курячьи черевы, курячья трава, маклика, мокрец, мокрець, мокрица меньшая, мокриця, мокруха, мокруша, мышье ушко, пташья мята, птичья мята, птичий салат, топтун |
| Звездчатка злаковая          | Звездчатка травяная, звездчатка злачная, конский вех, мыльная трава, пьяная трава |